# Haplodendron buzwilsoni
Haplodendron buzwilsoni är en kräftdjursart som beskrevs av Just 2003. Haplodendron buzwilsoni ingår i släktet Haplodendron och familjen Haplomunnidae. Inga underarter finns listade i Catalogue of Life.